# Seconde bataille de Bull Run
Pour les articles homonymes, voir Bull Run.
Guerre de Sécession
Batailles
Campagne de Virginie Septentrionale
- Cedar Mountain
- Rappahannock Station
- Manassas Station
- Thoroughfare Gap
- Bull Run
- Chantilly

La seconde bataille de Bull Run se déroule du 28 au 30 août 1862 lors de la guerre de Sécession, elle oppose l'Union aux États confédérés et se conclut par une victoire de ces derniers.

## Forces en présence
Forces de l'Union
- Armée de Virginie (unioniste) commandée par le major général John Pope composée de 26 brigades et d’unités détachées de l’Armée du Potomac composée de 19 brigades.

 Forces de la Confédération
- Armée de Virginie du Nord commandée par le Général Robert Edward Lee composée de 31 brigades.

## Contexte
En juin 1862, alors que l'armée de l'Union est victorieuse sur le front ouest, la situation est moins encourageante à l'est. Le général McClellan a été repoussé vers son camp de Harrison's Landing après les batailles des sept jours et sa tentative de marcher sur Richmond. Thomas "Stonewall" Jackson a battu les troupes fédérales dans la vallée de Shenandoah, provoquant ainsi au Nord la crainte de voir Washington attaquée.
Pour tenter de rétablir la situation, Lincoln fait appel au général John Pope, un des vainqueurs du front Ouest. Celui-ci doit réorganiser les troupes nordistes en les rassemblant sous la nouvelle bannière de l'armée de Virginie qui se compose des trois corps de Siegel, Banks et McDowell, ainsi que de la réserve de Sturgis.
D'abord cantonné à la défense de la capitale, Pope affirme qu'il peut battre les confédérés et marcher sur Richmond. Lincoln, en quête d'une solution rapide, lui accorde sa confiance.
Au mois de juillet, John Pope quitte Washington et fait route vers la capitale sudiste. Lee envoie alors le corps de Thomas Jonathan Jackson pour retarder Pope. Puis s'apercevant que l'armée de George McClellan reste passive, il remonte vers le Nord en laissant un minimum d'hommes pour défendre Richmond. Le 9 août 1862, Jackson rencontre le corps de Nathaniel Banks et le force à se replier après la bataille de Cedar Mountain, mais sans avoir réussi à le détruire.

## Préparatifs
John Pope rassemble alors ses troupes en défense le long de la rivière Rappahannock. Les troupes de Lee prennent position face à elles tandis que Jackson est envoyé par le flanc vers le Thoroughfare Gap de façon à menacer les lignes d'approvisionnement nordistes et attirer l'attention de Pope. Quand il pénètre le 26 août dans la vallée de Manassas, Pope mord à l'appât et quitte ses positions de la Rappahannock pour Manassas Junction, sans rencontrer Jackson, qui s'est replié après avoir pillé les entrepôts fédéraux. Seule une arrière-garde se bat à Bristoe Station pour ralentir les soldats de l'Union.

## La bataille

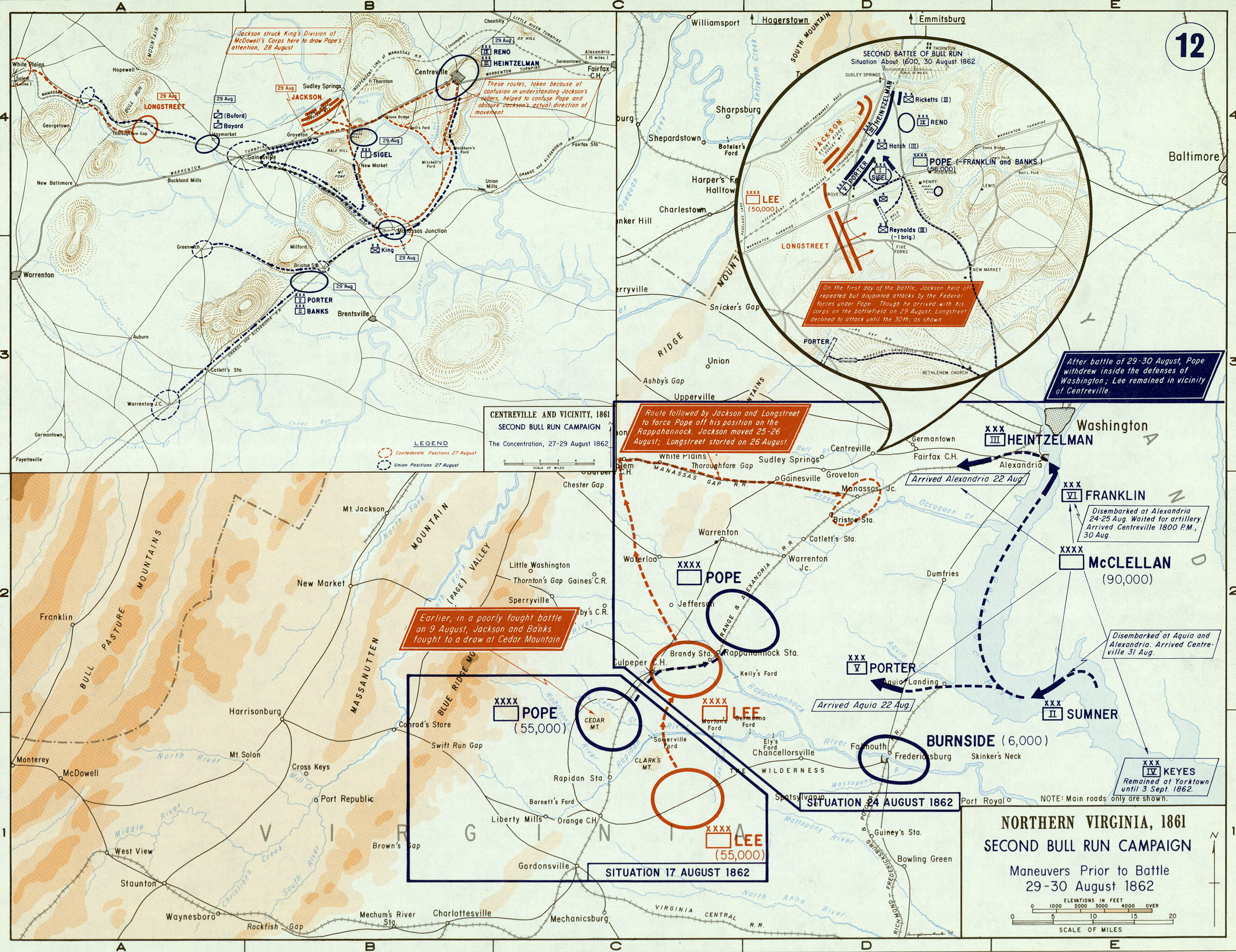
Second Bull Run Campaign, August 17–30, 1862 (Additional map).

Quand Jackson attaque la division de King à Groveton, Pope tombe encore dans le piège et rameute toutes ses troupes, laissant la voie libre aux sudistes du corps de Longstreet pour marcher sur Manassas.
Le 29 août, le général lance ses hommes à l'assaut des Confédérés de Jackson retranchés le long de la voie de chemin de fer inachevée. Au soir, malgré la fureur des combats, les Confédérés tiennent toujours leur position. Longstreet vient alors se placer à droite de la ligne de Jackson, à angle droit, mais Pope, qui continue à s'acharner contre le corps de Stonewall, semble ignorer leur présence. Toutefois le général Pope, à 2 contre 1 (en ne comptant que les forces de Jackson) ne lance pas d'assaut majeur sur toute la ligne, ce qui lui aurait probablement assuré la défaite du corps de Jackson. Le 30, Jackson tombe à court de munitions. Pour le soutenir, des pièces d'artillerie, disposées dans l'angle que forment les deux corps, tirent en enfilade sur les assaillants yankees. Le général Pope décide enfin de lancer son attaque totale, et fait relever les corps d'armée, épuisés et désorganisés, et les remplace par sa propre réserve.
En fin d'après-midi, Lee lance une attaque avec les divisions de Longstreet qui écrasent le flanc gauche quasi inexistant des nordistes, les forçant à battre en retraite. Mais les choses n'en restent pas là. Les sudistes veulent frapper l'armée fédérale en retraite, mais les forces de Jackson sont encore trop épuisées et à court de munitions pour frapper.

## Conséquences
Le 1er septembre, les rebelles entament un mouvement vers le Nord, par Sudley Ford, Jackson en tête, pour venir se rabattre sur les arrières de l'ennemi qui se replie et l'enfermer dans une nasse. Mais ils sont bloqués par la division d'Isaac Stevens sur Ox Hill, près de Chantilly, qui est bientôt renforcée par les hommes de Kearny. Les adversaires se battent sous une pluie battante sans qu'aucun des deux prennent l'avantage avant la tombée de la nuit. Pressés par les politiques de regagner Washington pour assurer sa défense, les Yankees se replient le matin du 2.
Le général Pope sort de la bataille discrédité après avoir perdu environ 14 000 hommes sur les quelque 63 000 engagés. Lee perd près de 9 000 soldats sur 54 000.
Face à une armée fédérale en pleine retraite, Lee voit là l'occasion de porter la guerre dans les États du Nord et part vers le Maryland où aura lieu une quinzaine de jours plus tard la bataille d'Antietam.